# Power move
Power moves zijn de indrukwekkendste elementen van breakdance. Dit soort breaks vergen vaak grote kracht in het bovenlichaam, lenigheid en proprioceptie om uit te voeren. Ze zijn erg afhankelijk van momentum, hetgeen veelal wordt bereikt door het zwaaien met de benen en het rond de as draaien van het bovenlijf. De armen, met in het bijzonder de triceps en de schouders, dragen doorgaans het lichaamsgewicht in ongebruikelijke posities, terwijl de buik- en onderrugspieren ervoor zorgen dat de benen in de rondte slaan. De spieren in de bovenrug en borst worden ook gebruikt, zij het in mindere mate.
Categorieën power moves:
- Swipes
- Windmills
- Flares

Dit zijn de drie bekendste breakdance power moves. Andere minder bekende, maar even indrukwekkende moves zijn onder andere halo's en air tracks. Volgens sommigen behoren ook de 1990 en zijn variant de 2000 in de categorie power moves.